# تپه شماره یک دره نسو
تپه شماره یک دره نسو مربوط به سدهٔ ۴ و ۵ ه.ق است و در شهرستان خرم‌آباد،  دره نسو واقع شده و این اثر در تاریخ ۱۲ بهمن ۱۳۸۱ با شمارهٔ ثبت ۷۱۰۵ به‌عنوان یکی از آثار ملی ایران به ثبت رسیده است.